# Kimino
Kimino (紀美野町?) è una cittadina giapponese della prefettura di Wakayama.